# Stångtjärnen (Laxsjö socken, Jämtland)
Stångtjärnen är en sjö i Krokoms kommun i Jämtland och ingår i Indalsälvens huvudavrinningsområde.